# Cerithiopsis merida
Cerithiopsis merida là một loài ốc biển, động vật chân bụng trong họ Cerithiopsidae. Nó được Dall mô tả năm 1927.

## mô tả
Chiều dài tối đa của vỏ ốc được ghi nhận là 3,6 mm.

## Môi trường sống
Độ sâu tối thiểu được ghi nhận là 538 m. Độ sâu tối đa được ghi nhận là 538 m.